# Israelitischer Friedhof Fohnsdorf
Der israelitische Friedhof Fohnsdorf in Fohnsdorf, einer im Bezirk Murtal gelegenen Gemeinde des österreichischen Bundeslandes Steiermark, steht unter Denkmalschutz (Listeneintrag). Er diente der Jüdischen Gemeinde Judenburg als Begräbnisstätte und ist mit Stand 2019 im Privatbesitz.

## Geschichte
Nach der Aufhebung des Aufenthaltsverbot von Juden in der Steiermark ließen sich in der zweiten Hälfte des 19. Jahrhunderts in Fohnsdorf, Judenburg, Knittelfeld, Obdach und Zeltweg jüdische Familien nieder und schufen in Judenburg und Knittelfeld kleine Kultusgemeinschaften, die einen Gebetsraum und Friedhöfe anlegten. In der Zeit des Nationalsozialismus wurden viele Juden vertrieben oder ermordet und die Kultusstätten zerstört. Nach 1945 kamen nur wenige Juden in diese Gegend zurück.
Der israelitische Friedhof Fohnsdorf wurde 1873 von der Jüdischen Gemeinde Judenburg errichtet und 1942 während der Zeit des Nationalsozialismus von örtlichen NS-Einheiten verwüstet, wodurch viele Grabsteine (Mazewa) zerstört wurden. Alle fünf in der Steiermark existierenden israelitischen Friedhöfe wurden damals „arisiert“ und zum Teil völlig zerstört.
Zwei Überlebende riefen 1948 vorübergehend wieder eine Chewra Kadischa ins Leben und bemühten sich um die Rückgabe von bei örtlichen Steinmetzbetrieben aufgefundenen Grabsteinen.
Zurzeit (Stand 2019) wird der Friedhof von privater Hand gepflegt. Eine Besichtigung des Friedhofs ist möglich, dafür liegt am Gemeindeamt in Fohnsdorf ein Schlüssel auf.